# Krim
Krim je poluotok kod Crnog mora. Trenutno je njegova pripadnost predmet spora između Rusije i Ukrajine.
- Autonomna Republika Krim, autonomna oblast unutar Ukrajine;
- Republika Krim, jedna od federalnih jedinica Rusije.

Poluotok je spojen na sjeverozapadu s ukrajinskim kopnom 8 km širokom Perekopskom prevlakom, koja je bila poprište brojnih bitaka za kontrolu nad Krimom. Između Krima i ukrajinskog kopna sa sjeveroistoka leži Sivaš ("Gnjilo more"), mreža plitkih uvala, koja je od Azovskog mora odvojena Arabatskom prevlakom, 113 km dugim sprudom uz istočnu obalu Krima. Izuzetno slane vode Sivaša prerađuju se u kemijskim postrojenjima Krasnoperekopska na sjeverozapadu Krima.
Geografski se Krim dijeli na tri područja. Prvo od njih, prostire se po sjevernom i središnjem dijelu Krima (na površini od oko 3/4 poluotoka). Ta regija se sastoji od serije ravnica koje se blago spuštaju od juga prema sjeveru. Taj inače stepski kraj, danas se intenzivno obrađuje, a najviše se uzgaja; ozima pšenica, kukuruz, krumpir i suncokret. Klima u tom dijelu je suha i kontinentalna, a dodatne količine vode potrebne ljeti za navodnjavnje, dopremaju se kanalom od Nove Kahovke na rijeci Dnjepar.

## Vanjske poveznice
|  | Zajednički poslužitelj ima još gradiva o temi Krim |